# Dicranomyia isabellina
Dicranomyia isabellina är en tvåvingeart som beskrevs av Doane 1900. Dicranomyia isabellina ingår i släktet Dicranomyia och familjen småharkrankar. Inga underarter finns listade i Catalogue of Life.